# 文學碩士
文學碩士（拉丁語：Magister Artium，簡稱M.A.）是一個被許多國家的大學授予的碩士學位，在口語中，該學位也被命名為藝術碩士。該學位通常與理學碩士形成對比。獲得該學位的學生通常學習语言学、歷史學、传播学、外交學、公共管理學、政治学或人文學科和社会科学範圍內的其他學科；然而，不同的大學有不同的傳統慣例，也可能提供自然科學和數學中通常考慮的領域的學位。該學位的授予，是以完成指定課程和通過考試，發表研究成果；或兩者（修課+研究）的組合。文學碩士的起源可追溯到巴黎大學的教學許可證（法文：Licentia docendi）。

## 簡介
作为一个正式的学位，文學碩士通常是授予在人文科学方面的研究者。申请人需要在综合大学学习至少8个学期的時間，並通过论文和毕业考试后，才能獲得該学位。
此學位在程度上完全等同於硕士（Diplom）。Magister 的全名為「Magister Artium」，正式缩写則是「M.A.」。从英美学制的角度來看，此学历介於学士和博士之间，也等同於「Master of Arts」。但差異是在於這個學位同时包含了学士（Bachelor）和硕士（Master）兩者的学习过程。
回顾以往的历史，Magister在中世纪时其實等同於博士学历；「magister」和「doctor」原来都只是拉丁文「老师」的意思，而且不同学院是习惯用不同的名称。
1999年意大利波隆那大學在進行改革之后，以英美的「Master」取代了原先使用的「Magister」與「Diplom」学历。

## 德国部分
在德国「Magister」等同于大学裡的「Diplom」與国家一级考试；但卻不代表是一种职业技能的認定，而是種证明有从事职业能力的大学学历文凭。以一般的意義來說，在大学学习的方向並非是為特定的职业在做准备，而是種多方面且宽广的研究方式。
如上述所言，攻讀「Magister」學位的学生在研究方向上必然是與人文科学相關，更特别的是學生可能要学习跨領域或跨系的科目與知識。攻读「Magister」的学生，必须在入学时选择自己的专业方向和专业搭配。而能授予這個学历的大学或高等學院，通常也必須提供兩种攻读模式。
- 第一种：一门主修搭配二门副修，像是主修艺术教育而副修教育学和心理学，或是主修歷史学搭配上副修政治学和西班牙文学。
- 第二种：同时攻读二门主修（因此畢業時為双硕士）：例如同時主修日耳曼文学和英國古典文学，或同時主修社会学和新闻学。

选择专业的同时，德国各邦及学校也相应规定各专业间的搭配需要有所關連。但其中又有些大学的专业十分广泛，学生可以在选择计算机学的同時，也選擇企业经济学或法学，因此不見得是傳統的学制搭配方式。对于在各专业之间學习时间的分配，无论是主副修的科目都是相同的。且由于都是人文科学，因此在所修的各個专业间必會存在紧密的關係。例如說学习教育学，就必须要拥有心理学方面的相關知识。

## 其他
「Magister」一般規定的学习年限为4年，並分成8个学期。前4个学期是基础课程，后4个学期則是以专业课程為主。从基础到专业课程的学习需要通过期中考試。而「Magister」的课程研究比较偏重于筆試與和口头表达。在课堂上老师通常會要求学生以口頭报告和写小论文的形式来申请学分。
毕业考试則需要学生先修满必要的学分，和完成相关的论文後才能申请。毕业考通常为所修专业同时考，分为口试和笔试。考试通过者被授予学位；通常成绩优秀（达到1分或者2分者）可直接申请成為博士研究生。
和「Diplom」相反，攻读「Magister」並非是種特定职业的前置教育。学生们在大学當然可以有研究方向的选择权，或是為自己将来想从事的领域進行深入研究。而在就學的同時，学习人文科学的学生也可以从事像图书馆、出版社之類的文化工作，或是在新闻媒体领域、成人教育或进修领域从事某些相关工作。从而能結合應用专业於实际事務上。获得此學位的學生因為在幾種不同的专业領域中開展了視野，因此在之後的职业选择也可更加广泛。
目前「Magister」学制在教育改革后，逐渐被英美的学制所替换。虽然从1999年提出改革方案以来，德国大学裡的教師、學生及社会各界都有著分歧的意见，但改革的腳步仍没有停下。目前多数大学已经完成学制的转换，即使仍沿用舊有的学制，但可选择的专业也越來越少了。德国教育部认为学制的欧洲统一化是必然趋势，因此建议各大学在2010年之前應該要转换所有学制，因此可預見在不久的将来「Magister」就會走入历史。

## 外部連結
- 德国奥格斯堡大学Magister考试基本大纲